# Ariceștii Rahtivani
Aricestii Rahtivani é uma comuna romena localizada no distrito de Prahova, na região de Muntênia. A comuna possui uma área de 75.67 km² e sua população era de 8334 habitantes segundo o censo de 2007.